# Jet pack

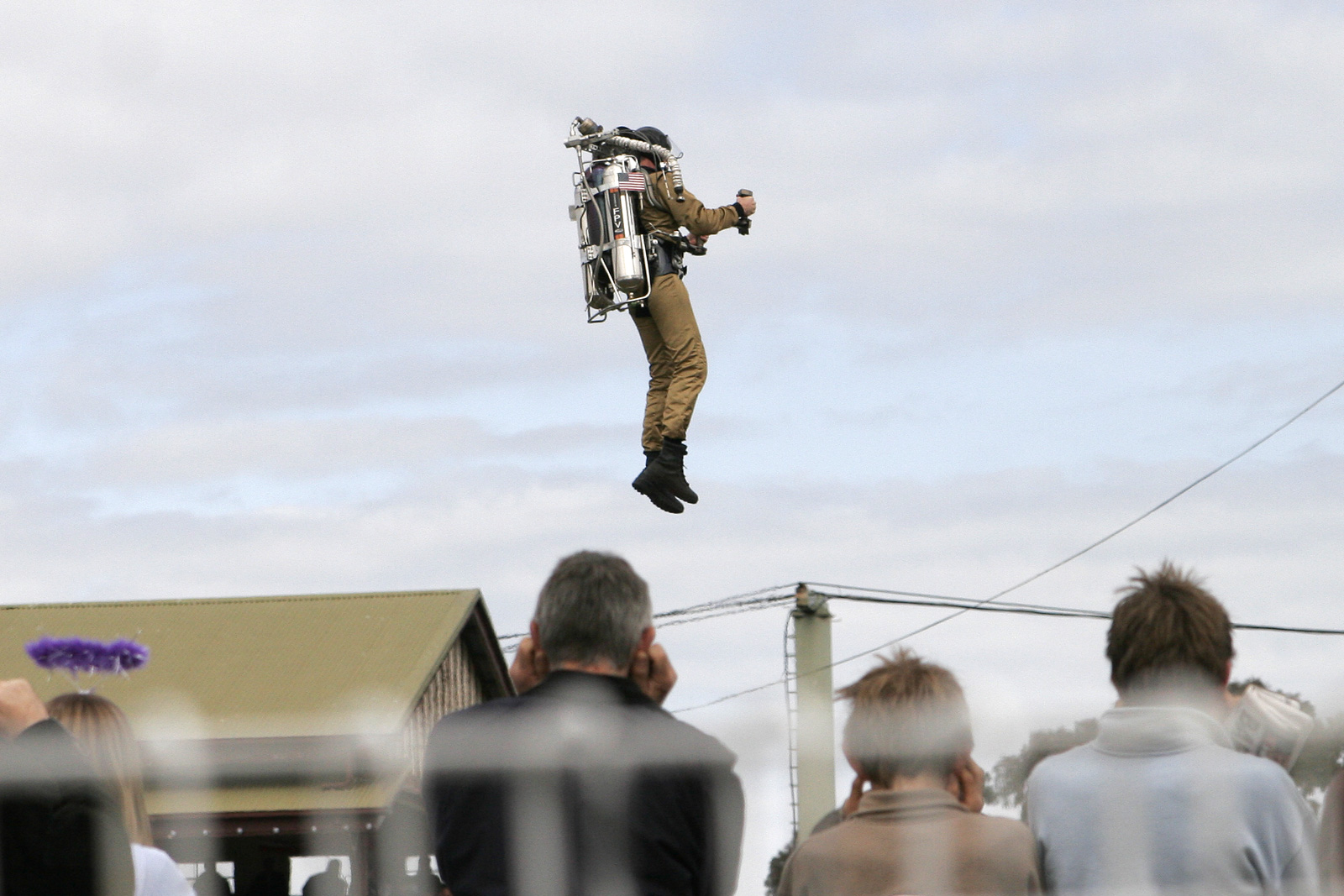
Rocket man (2005).

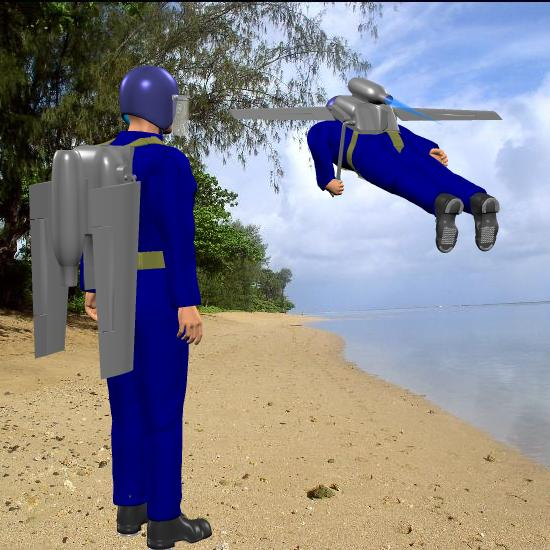
Impressió artística d'un jetpack amb ales.

Un jet pack o reactor dorsal és un equip portàtil que permet a qui l'empra d'enlairar-se, per a propulsar-se i aterrar autònomament. Es coneixen uns quants pilots de jetpack, entre ells el francès Dominique Jacquet, inventor de Sky Surf
Hi ha diferents tipus d'aparells, com el Rocketbelt o el Jetbelt. Una actuació d'aquest reactor de motxilla va ser vista per milions d'espectadors a la cerimònia d'obertura dels Jocs Olímpics de 1984 a Los Angeles.

## Funcionament
El reactor de motxilla és similar a una motxilla i impulsa la motxilla a l'aire mitjançant una reacció química (una reducció). El peròxid d'hidrogen, és a dir, el peròxid d'hidrogen, concentrat fins al 90%, s'envia sota pressió en una cambra de reacció on es difon sobre un catalitzador (malla de filferro), es generen instantàniament. un gran volum de gasos calents compostos de vapor d'aigua i oxigen al 10%, que s'evacuen a gran velocitat pels broquets, proporcionant l'empenyiment, 1 litre de peròxid d'hidrogen que proporciona 1.700 de vapor.

## Utilització
El reactor de motxilla és poc utilitzat actualment, ja que té una autonomia limitada (uns 30 segons) en primer lloc per raó del seu consum significatiu i, en segon lloc, per la dificultat d'emmagatzematge del propulsor.

## Empreses

### Aquatic Back Reactor (Florida)

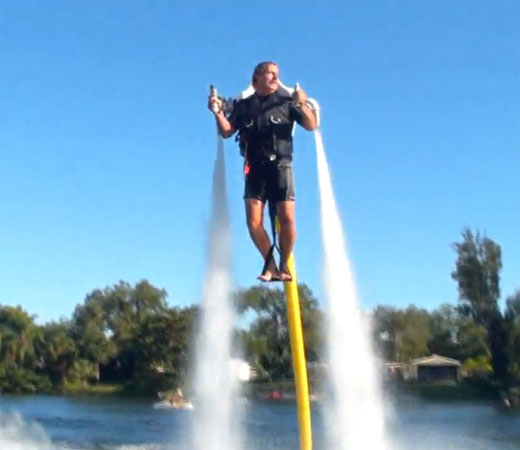
Jetlev (Florida).

Des de gener de 2009, una empresa francesa, Pearl Watersports, associada a una empresa alemanya, Ms Watersports i una empresa americana, Jetlev In., Ha desenvolupat i comercialitzat Jetlev, un reactor de motxilla amb motor d' aigua, que permet als usuaris volar fins a 10 metres d' alçada i volen fins a 40 durant 2 hores. L'aigua és aspirada del cos d'aigua per sobre del qual se sosté. A França, Zapata Racing va desenvolupar el Flyboard on l'impuls principal és al nivell dels peus; uns dolls secundaris als canells mantenen l'equilibri.

### Reactor dorsal amb turbines
La societat Martin Aircraft hauria comercialitzat l'any 2017 un jetpack a turbines amb destinació als serveis d'auxili. Aquest és propulsat per un motor a explosió de prop de 200 . L'aparell d'un pes de 48 dona un informe pes/potència de 4,3 ch/kg i li permet volar a 100 /h. El seu dipòsit de 40 L li permet un radi d'acció teòrica de 20 km i una autonomia de 30 .

## En la cultura
- Nicolas-Pan, d'Anne-Eric Beauchamps (Green Library)
- El Rocketeer
- Adam Strange
- Robatori atòmic

### Cinema
- Operació Tro
- Star Wars
- Només per la vostra alçada.[3]
- RoboCop 3
- The Rocketeer Adventures
- The Running Man
- Minority Report
- Kick-Ass
- Tomorrowland (pel·lícula)

### TV
- The Fallen Man
- Agència de tots els riscos
- King of the Rocket Men
- Walker Texas Ranger

### Videojocs
- Battlefield 1942 : Arsenal secret
- Call of Duty: Advanced Warfare
- Call of Duty: Black Ops III
- Club Penguin
- Crash Bandicoot 2: Cortex Strikes Back
- Duke Nukem 3D
- Fortnite
- Grand Theft Auto V
- Grand Theft Auto: San Andreas
- Halo 4
- Halo: Reach
- Jetpack Joyride
- Little Big Adventure 2
- Overwatch
- Planetside 2
- Pilotwings Resort
- Ratchet and Clank
- Rocket Ranger
- Star Wars: Battlefront
- Streets of Rage 2
- Super Mario Sunshine
- Titanfall
- Tremulous
- Tribes: Ascend
- Wolfenstein
- Worms Armageddon
- Kerbal Space Program